# Þeistareykir
Þeistareykir ou Theistareykir (islandais : « fumerolles des guillemots ») est un système volcanique d'Islande dépourvu de volcan central, comprenant un volcan bouclier, le Þeistareykjarbunga (islandais : « colline de Þeistareykir »), associé à des fissures volcaniques étirées du nord au sud entre le lac Mývatn et la côte de l'océan Arctique,. Il tire son nom d'une ferme, aujourd'hui abandonnée.
Situé à l'ouest du Krafla, le Þeistareykjarbunga qui culmine à 564 mètres d'altitude est couronné par un cratère de 550 mètres de longueur pour une cinquantaine de mètres de largeur et une quarantaine de mètres de profondeur. L'inclinaison de ses pentes est inférieur à 3°. Deux cratères situés plus au sud, Stora Víti et Litla Víti, ont produit d'importants champs de lave dans le Kelduhverfi.
La dernière éruption connue du Þeistareykir date d'il y a environ 2 900 ans.